# NGC 594
NGC 594 è una galassia a spirale situata nella costellazione della Balena a una distanza di circa 247 milioni di anni luce dalla nostra Via Lattea.

## Scoperta
NGC 594 è stata scoperta nel 1886 dall'astronomo statunitense Francis Leavenworth.

## Descrizione
La galassia ha una classe di luminosità II-III e presenta una larga riga a 21 cm dell'idrogeno neutro. Nella galassia sono presenti anche regioni di idrogeno ionizzato.

## Supernova
Il 16 gennaio 2002, all'interno di NGC 594 è stata scoperta la supernova SN 2002D da parte di B. Swift e W. D. Li dell'Università della California - Berkeley nel corso del programma LOTOSS dell'osservatorio Lick. La supernova è stata classificata di tipo II.